# Berta
Berta su etnička skupina koja živi duž granice Sudana i Etiopije. Govore jezik Berta, nilo-saharski jezik koji nije povezan s jezicima njihovih nilosaharskih susjeda (Gumuz, Uduk). Njihova ukupna etiopska populacija je oko 183.000 ljudi. 

## Povijest
Podrijetlom su iz Sennara u istočnom Sudanu, na području bivšeg sultanata Funj (1521. – 1804.). Tijekom 16. ili 17. stoljeća doselili su se u zapadnu Etiopiju, na područje današnje regije Benishangul-Gumuz. "Benishangul" je arabizirani oblik izvornog imena Bela Shangul, što znači "Stijena Shangula". To se odnosi na sveti kamen smješten na planini u woredi Menge, jednom od mjesta gdje su se Berte izvorno naselile kad su stigle u Etiopiju.
Njihov dolazak u Etiopiju obilježen je snažnim teritorijalnim sukobima između različitih šangulskih zajednica. Iz tog razloga, i da bi se zaštitili od lovce na robove koji su dolazili iz Sudana, šangulske zajednice odlučile su osnovati svoja sela u lako branjivim brdima i planinama, usred stjenovitog terena. Zbog ove oštre topografije, kuće i drugi objekti su se podizali na kamenim stupovima. Njemački putopisac Ernst Marno opisao je arhitekturu šangala i sela u svom djelu Reisen im Gebiete des Blauen und Weissen Nil (Beč, 1874.). Shanguli iz Benishangula uključeni su u Etiopiju tek 1896. godine. 
Nakon što su se sukobi i napadi iz Sudana stišali tijekom 20. stoljeća, stanovnici Šangala preselili su se u doline, gdje se danas nalaze njihova sela. Tijekom 19. stoljeća područje Benishangula bilo je podijeljeno na nekoliko zasebnih područja (Fadasi, Komosha, Gizen, Asosa), od kojih su najmoćniji bili oni kojima je krajem 19. stoljeća vladao šeik Khoyele. 

## Običaji
Nakon nekoliko stoljeća arapskog sudanskog utjecaja, Berte su danas uglavnom muslimani i mnogi tečno govore arapski jezik. Zbog miješanih brakova s arapskim trgovcima, neke su Berte zvali Watawit, što je lokalni naziv za šišmiša, kao asocijacija na to da su bili mješavina dviju vrlo različitih skupina. Međutim, Berte i dalje njeguju tradicionalne običaje slične onima svojih nilosaharskih susjeda. Na primjer, još uvijek postoje stručnjaci za obrede nazvani neri, koji imaju moć iscjeljivanja i divinacije. Oni su ti koji se znaju nositi sa zlim duhovima (shuman). Rituali prizivanja kiše prisutni su i među Bertama, kao i među ostalim nilosaharskim i nilotskim zajednicama. 
U njihovim svadbenim obredima glazbu sviraju muškarci s velikim trubama od kalabaha ( was'a ). Mladoženja stiže na vjenčanje na magarcu i u ruci nosi bang (štap za bacanje). Nakon vjenčanja, suprug mora sagraditi kolibu i živjeti u selu svoje žene godinu dana ili više, obrađujući zemlju svog svekra. Razvod je društveno prihvaćen. Berta prakticiraju stvaranje ožiljaka, obično tri okomite crte na svakom obrazu, za koje smatraju da su simboli Boga (svaki se red tumači kao početno Alahovo slovo, arapski alif ). 
Većina Berta su mješoviti poljoprivrednici koji se bave stočarstvom, trgovinom, pčelarstvom i uzgojem kave. Njihova osnovna hrana je sirko, s kojim prave kašu u keramičkim posudama. Prave i pivo. Pivo se priprema u velikim keramičkim posudama pod nazivom awar i is'u. Radne skupine igraju važnu ulogu u društvu Berta. Kad netko želi sagraditi kuću ili obrađivati polje, zove susjede za pomoć i osigurava im pivo i hranu. 

## Vanjske poveznice
- Ethnologue entry